# Natalja Poklonskaja
Natalja Vladimirovna Poklonskaja, född 18 mars 1980 i Jevpatorija, Ukrainska SSR, Sovjetunionen är Republiken Krims riksåklagare.
Hon tjänstgjorde en tid vid riksåklagarämbetet i Kiev, men lämnade in sin avskedsansökan i februari 2014 som en protest mot Euromajdan. Ansökan godtogs inte; istället utnämndes hon till Republiken Krims riksåklagare den 11 mars 2014. 27 mars blev hon befordrad till chef för riksåklagarmyndigheten i Krim.
Poklonskaja är efterlyst i Ukraina som misstänkt för att ha gripit statsmakten.